# 交響曲第1番 (リヒャルト・シュトラウス)
交響曲第1番 ニ短調 TrV 94は、リヒャルト・シュトラウスが1880年、16歳で作曲した交響曲。4楽章からなり、演奏には34分を要する。シュトラウス自身は番号を与えていないが「交響曲第1番」とされることが多い。初演は1881年3月30日、ミュンヘン音楽アカデミーによってヘルマン・レヴィの指揮でおこなわれた。

## 作曲

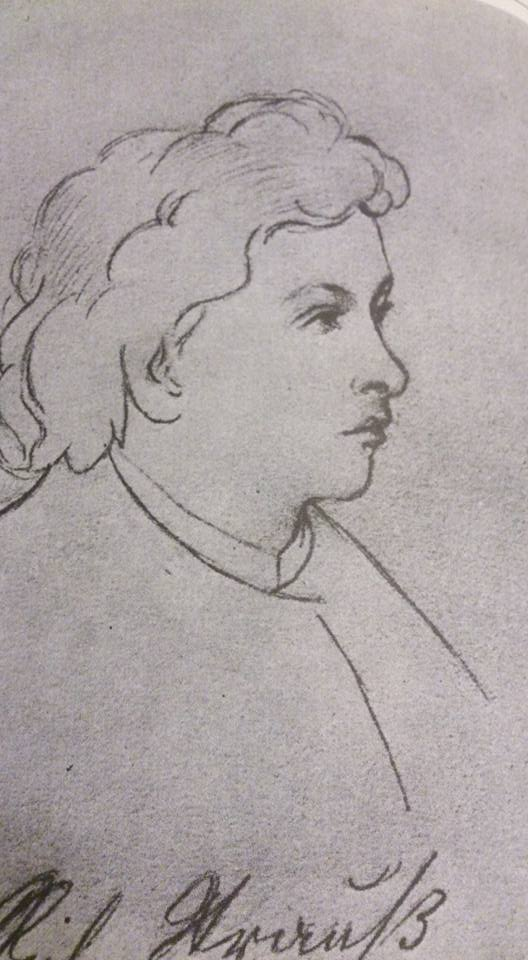
1880年のリヒャルト・シュトラウス。Else Demelius-Schenkl画

シュトラウスは1880年2月に、フリードリヒ・マイヤー（Friedrich Wilhelm Meyer。指揮者として活動し、シュトラウスの父親のフランツ・シュトラウスによって1875年から個人教師として雇われていた）への師事を終えていた。交響曲の作曲は1880年の3月12日から6月12日にかけ、学校に通う合間に進められた。母親の手紙のなかでシュトラウスは、「学校ではうまくやっています。交響曲はとてもよく進んで、4楽章全部をちょうど書き終えました。スケルツォは総譜ができていて、第1楽章もだいたい終わっています」と書いている。

## 楽曲
楽章構成は以下の通り。
- I. Andante Maestoso – Allegro Vivace.
- II. Andante
- III. Scherzo: Molto allegro, leggiero – Trio.
- IV. Finale: Allegro Maestoso.

スコット・ウォーフィールド(Scott Warfield)によると、「ニ短調の交響曲は、シュトラウスがそれまでの五年近くで学んできたのと同じ形式プランに沿っている。両端楽章はまさしくソナタ・アレグロ楽章であり、十分な展開部を備えている。緩徐楽章も同じモデルを用いていて、スケルツォは典型的な二部形式に沿う」。
第1楽章は50小節のゆるやかな導入部で始まり、のちに用いられる主題素材が配置されている。ウォルター・ウェルベック(Walter Werbeck)の指摘では、この導入部においてシュトラウスは、2小節のひとつの主題をDmin - Bflat7 - Eflat - B7 - Emin - C - Fmin - Dflat - Fと続く和音の連結のなかで繰りかえすかたちで転調の連続を持ちこんでいる。この調性の変転は、この交響曲の基本的には保守的な構想のなかで際立っており、おそらくはのちのシュトラウスを予示するものでもある。提示部は4分の3拍子に移って始まり、経過句では第一主題と導入主題の素材がともに用いられる。「この開始楽章はまた、シュトラウスの交響的作品においてはじめて正真正銘の展開部を含んでいる。この長大な小区分（188小節）におけるシュトラウスの展開技術は、基本的に素材を繰り返し...様々な和声の局面を通過していく。この部分は、シュトラウスがはじめて成文的な形式の安定感を踏み越えた地点である」。
デヴィッド・ハーウィッツ(David Hurwitz)の指摘では、このときシュトラウスは管弦楽法にまったく習熟しておらず、それは木管楽器の書法に顕著である。「聴衆の耳をとらえ疲れや飽きを避ける色彩的なスコアリングがあれば、第一交響曲のようにフィナーレの中間へいささか堅苦しい小さなフーガがおかれていても、作品は実際よりも短く感じられただろう」。
これら近年の見解のいっぽうで、ノーマン・デル・マーは1962年の文章で「...この交響曲は本質的には習作である。それでもこれはよく書けていて、興味深い着想がいくつかみられる」と述べている。

## 楽器編成
「大管弦楽」のためと記されているが、用いられる楽器は当時としては控えめである。
- 木管楽器……フルート2、オーボエ2、クラリネット2、ファゴット2
- 金管楽器……ホルン4、トランペット2、トロンボーン3
- ティンパニ
- 弦五部

## 演奏

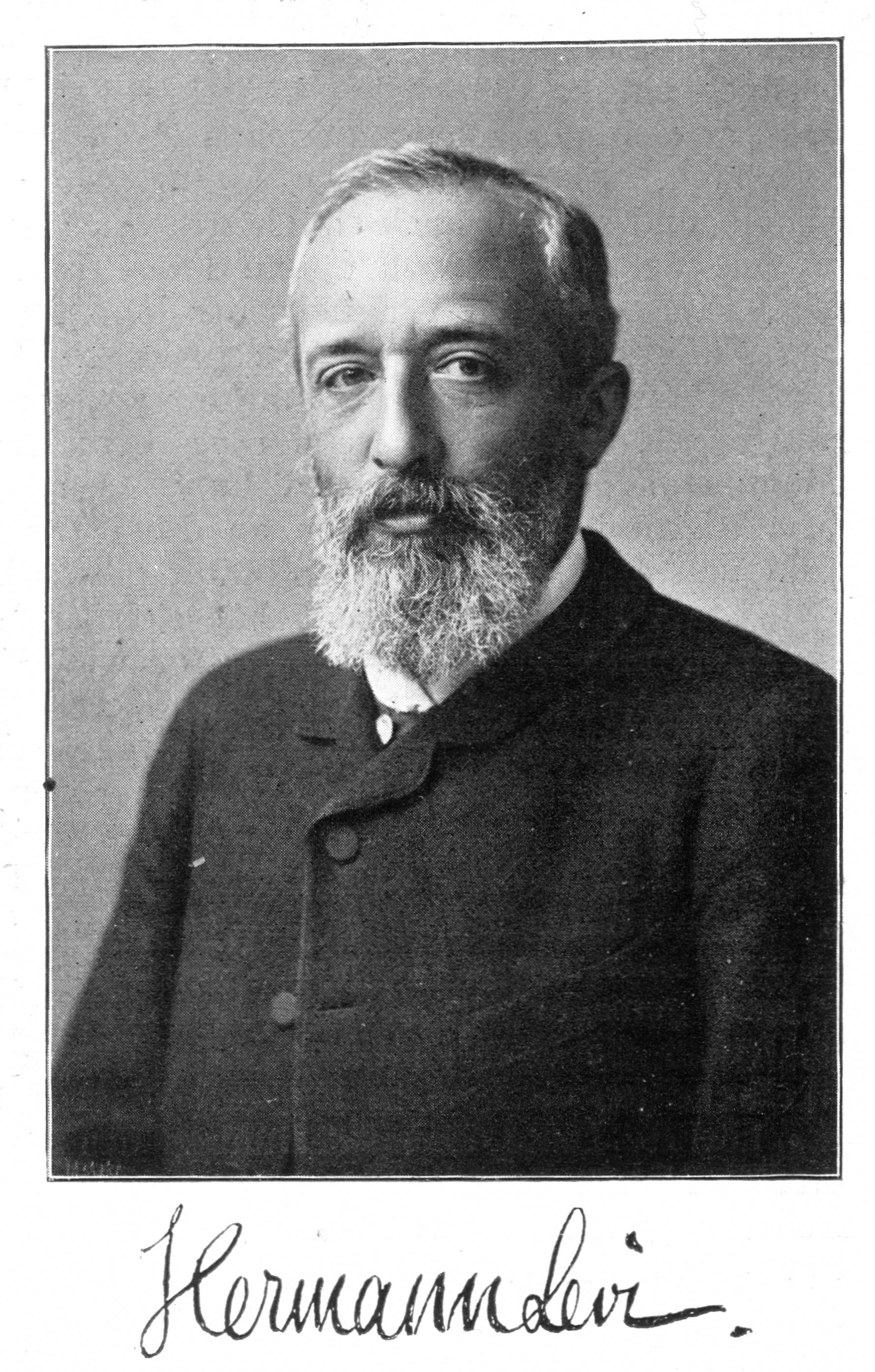
ヘルマン・レヴィ。初演の指揮を担当した

初演はミュンヘンのオデオンで、音楽アカデミーの定期演奏会の一環として1881年3月30日におこなわれた。指揮を担当したヘルマン・レヴィは、ミュンヘン宮廷歌劇場の音楽監督を1872年から1896年まで務め、リヒャルト・ワーグナーの「パルジファル」の初演を1882年に担当している。
父親のフランツは初演に深く関わっており、オーケストラのパート譜全てを筆写するとともに、オーケストラの一員として演奏した。フランツはレヴィが初演を指揮したことに大いに感謝し、どのように礼をすればいいかと尋ねている。レヴィは「迷うことなく、この偉大なホルン奏者を1882年のバイロイト音楽祭における『パルジファル』の初演に参加させる機会を逃さなかった」。フランツはワーグナーの音楽に敵意を持っていたものの、息子のリヒャルトがバイロイトで「パルジファル」を観劇するのを認めた。

初演の評はとても好意的なもので、1880年4月3日の『ミュンヘン新報』("Münchner Neueste Nachrichten")紙では以下のように報じられている。
音楽アカデミーの定期演奏会の三回目では、新作となるリヒャルト・シュトラウスのニ短調交響曲が取り上げられた。先日の弦楽四重奏曲の披露によってすでに、この若き作曲家の有するなみなみならぬ才能は注目を集めている。今回の交響曲も、形式を扱うすぐれた能力と驚くべき管弦楽法の技術を明らかにしていた。この作品が、どの点においても真の独創性を自負する権利がないことは言っておくべきだろうが、それでも全体を通して、創作の苦衷をもたらさない豊かな音楽的想像力を露わにしている。
その後この作品は1893年8月5日に、フランツが指揮をしシュトラウスも短期間ヴァイオリンを弾いていたアマチュアのオーケストラ "Wilden Gung'l" で取り上げられた。フランツはさらなる演奏によってここまでの成功をより高めることを望んだが、シュトラウスは作品に執着せず、「これ以上の演奏には不適当」として却下した。"Wilden Gung'l" オーケストラは交響曲の自筆スコアを寄贈され、独占的な演奏権も与えられた。その結果、この作品の演奏機会はきわめて少ない。
録音は数種のみ存在する。
- ケネス・シャーマーホーン指揮香港フィルハーモニー管弦楽団、1985年録音・発売[14]
- カール・アントン・リッケンバッハー指揮バイエルン放送交響楽団、1986年録音、1998年発売[15]
- クラウスペーター・ザイベル指揮ニュルンベルク交響楽団、1988年録音、1989年発売[16]